# Zasko Master
Ginés Miñano Bernabéu (Alacant, 11 de març de 1996), més conegut com Zasko Master, o Zasko, és un MC i freestyler valencià, que va començar en el món del rap el 2013.

## Biografia
Va començar amb les batalles de rap en el carrer, però es va fer conegut en la Red Bull Batalla dels Galls en la Regional de Barcelona el 2015. És conegut per la seva mètrica, pertanyent a l'escola del Mc Compare Flow. És un dels rapers més valorats de l'estat espanyol, guanyant la nacional espanyola de Red Bull a Barcelona el 2019 que es va realitzar al RCDE Stadium. Ha participat a la FMS Espanya, on ha aconseguit un 6è, 7è, 8è i 5è lloc respectivament en les seves 4 temporades disputades.

## Assoliments

### Resultats regionals
- 2014 |  Gold Battle, Regional ( Barcelona): Campió
- 2015 |  Gold Battle, Regional ( València): Campió
- 2015 |  Red Bull Batalla de los Gallos, Regional ( Barcelona): Campió
- 2019 |  Red Bull Batalla dels Gallos, Regional ( Alacant): Subcampió

### Resultats estatals
- 2016 |  Gold Battle, Nacional: Campió
- 2016 |  The Rhyme: Campió
- 2016 |  BDM Gold Nacional: Semifinals
- 2017 |  Freestyle Competition: Semifinals
- 2019 |  Red Bull Batalla dels Galls Nacional: Campió

| FMS ESPANYA | FMS ESPANYA | FMS ESPANYA | FMS ESPANYA | FMS ESPANYA | FMS ESPANYA | FMS ESPANYA |
| Temporada   | Posició     | Punts       | Victòries   | Derrotes    | Rèpliques   | PTB         |
| ----------- | ----------- | ----------- | ----------- | ----------- | ----------- | ----------- |
| 1           | 7è          | 12          | 4           | 5           | 0           | 3318        |
| 2           | 6è          | 12          | 4           | 5           | 2           | 2973        |
| 3           | 8è          | 8           | 3           | 6           | 5           | 2940        |
| 4           | 5è          | 15          | 6           | 3           | 3           | 2566.5      |
| TOTAL       | TOTAL       | 47          | 17          | 19          | 10          | 11797.5     |

### Resultats internacionals
- 2019 |  FNE Spain 1ª jornada ( Oviedo): Semifinals
- 2019 |  FNE Spain 2ª jornada (La Corunya): Subcampió
- 2019 |  FNE Spain 3ª jornada (Madrid): Campió
- 2019 |  God Level ALL STARS 2 vs 2, 1.a jornada: Vuitens de final
- 2019 |  God Level ALL STARS 2 VS 2, 2.a jornada: Quarts de Final
- 2021 |  USN WORLD SUMMER CUP: CLASSIFICATORIES
- 2021 |  FMS INTERNACIONAL 2021: Vuitens de Final

## Discografia

### En solitari
- Ella me dice que la quiera
- Sangre Sucia Dame un segundo de luz y sombra
- Targaryen
- Señorita
- Slipping Upp
- Sin Sustancia
- Oneshot 2.0

### Col·laboracions
- Jet Lag (amb Mohwlihawk)
- Macht Point (amb NeeloSapiens i Compare Flow)
- Paranormal Activity (amb Nylo i Aleko)
- Goodbye! (amb Compare Flow i Jayou)
- Al completo (amb Tase, Nite Huertas i Compare Flow)
- W@N (amb Tase, Acru, Compare Flow i Wolty)
- Ponle título (amb Álvaro&Raps, Tase, Compare Flow, Jaloner, Jonko, Nite Huertas i Tete Weeras)
- Perpetual Sins (amb Johnny Bonfire)